# Aleiodes huberi
Aleiodes huberi är en stekelart som beskrevs av Fortier 2007. Aleiodes huberi ingår i släktet Aleiodes och familjen bracksteklar. Inga underarter finns listade i Catalogue of Life.